# Octogon
Octogon est le nom d'une société écran (l’Octogon Trust, société créée par le marchand d'armes Rudolf Ruscheweyh (de), porteur de valise d'un système financier dont la base est la villa Octogon) qui aurait permis le financement occulte de l'Union chrétienne-démocrate d'Allemagne à partir de l'or nazi. Le chancelier Konrad Adenauer aurait été impliqué dans ce système de financement.

## Système Octogon
En étudiant des archives classées secrètes américaines, allemandes, françaises et suisses récemment déclassifiées, les journalistes d'investigation Fabrizio Calvi et Frank Garbely développent une thèse qui fait l'objet de controverses auprès des historiens comme Johannes Bähr ou Hervé Joly.
Le 10 août 1944, une réunion secrète organisée par le RSHA s’effectue à l’hôtel Maison Rouge dans la ville de Strasbourg. Elle réunit des représentants de banques et industries allemandes (Krupp, Büssing AG, Rheinmetall, Messerschmitt) et plusieurs officiers militaires de l'Organisation Todt, le ministère de la marine et de l'armement allemands : anticipant la défaite, ils décident de préserver la puissance financière du Reich. Les industriels et banquiers allemands sont chargés de transférer des sommes d'argent issues en partie de l'or nazi (lingots d'or, devises, actions et obligations) dans des sociétés écran à l’étranger (plus de 200 en Suisse, une centaine en Espagne et en Argentine et quelques autres au Liechtenstein), se préparant ainsi à financer un nouveau parti nazi qui se transformera en organisation clandestine et s'efforcera de reconquérir le pouvoir.
Au sortir de la Seconde Guerre mondiale, les Américains recrutent d'anciens nazis pour lutter contre l’expansionnisme du régime communiste et retrouver l'or nazi. Échappant à la dénazification, l'ex-chef du service des renseignements à l'est Reinhard Gehlen est mis à profit pour créer l’Organisation Gehlen qui retrouve notamment dans les Alpes bavaroises et autrichiennes (principale filière d'évasion nazie) une partie de butin volé dans les musées et collections européennes abandonnée par les fuyards. L'organisation y retrouve également dans une usine une partie de l'or du Reich (en lingots et billets) mais elle sait qu'une grande partie est manquante.
Le marchand d'armes suisse Rudolf Ruscheweyh (de) fournit à la Wehrmacht des armes et munitions provenant de l'usine suisse de machine-outils Oerlikon-Bührle pendant la Seconde Guerre mondiale. À partir de sa résidence, la Villa Octogon de Schaan, il se déplace facilement entre l'Allemagne, la Suisse et le Liechtenstein dans une Cadillac avec radio intégrée grâce à un passeport diplomatique du Liechtenstein (qui lui délivre aussi un certificat de nationalité) au titre de chancelier commercial. Membre de l'Abwehr et pouvant facilement placer de fortes sommes d'argent, il est utilisé à ce titre par Pierre Laval et les services secrets de la SS. Informé par le vice-premier ministre du Liechtenstein que les comptes nazis seront bloqués après la guerre, il vide ses coffres et les transfère dans sa villa.
Dans le contexte de la guerre froide, la CIA d'Allen Dulles l'incite à réactiver ses réseaux dans l'intention de réarmer clandestinement l’Allemagne face à la menace russe : le 24 janvier 1952 est créée la société Octogon Trust, officiellement spécialisée dans la gérance de fortune et l'import-export mais qui servira à blanchir l'argent nazi. Présidée par Ruscheweyh, elle achète des armes (auprès notamment de Hispano-Suiza, premier contrat qui aboutit à la livraison de chars défectueux dès 1956, ce qui provoque un scandale public en 1962) et signe des contrats secrets avec le ministre allemand Franz Josef Strauss, membre de l'Union chrétienne-sociale en Bavière (CSU). Ce système détourne au passage de fortes commissions d'argent (principalement sur des ventes d'armes fictives) vers les caisses noires de plusieurs partis, principalement la CDU, caisses développées par le banquier Robert Pferdmenges (de). Parallèlement à ces rétrocommissions, Octogon aurait transféré à ces partis les fonds cachés par les services secrets nazis après la réunion de Strasbourg. Ce système de corruption est dénoncé par un des leaders de la CDU Willi Plappert (de) qui tente d'alerter le chancelier Konrad Adenauer ou le BND (ce service secret étant noyauté par d'anciens nazis comme Reinhard Gehlen, Paul Dickopf (de) ou Hans Globke, membres du cercle le plus restreint entourant Adenauer), en vain. Le parti CDU du chancelier fédéral ouest-allemand Helmut Kohl bénéficie également de ce système financier, il y met fin au début des années 1980 à la suite de diverses affaires judiciaires impliquant industriels et politiciens allemands liés à ce réseau de corruption.
La villa Octogon, propriété publique, sert aujourd'hui pour des réunions et séminaires.

## Débats autour d'un documentaire
Une conférence a réuni[Quand ?] plusieurs auteurs et réalisateurs de documentaires, accueilli par la SCAM, et a donné lieu à une confrontation entre Jean-Michel Meurice, réalisateur du documentaire Le système Octogon (2011) et un représentant d'Arte France (le diffuseur du dit documentaire) accompagné d'un historien, qui affirment que les thèses défendues par Fabrizio Calvi et Frank Garbely, dont l'enquête a donné lieu au documentaires sont obsolètes et fantasmées. Lors de cette conférence, Fabrizio Calvi et Frank Garbely lui ont répondu.

### Source
- Le système Octogon, documentaire de Jean-Michel Meurice, 2011, d'après l'enquête de Fabrizio Calvi et Frank Garbely